# عبدالله غنی
عبدالله غنی (به تاجیکی: Ғанӣ Абдулло) (زادهٔ ۱۱ مارس ۱۹۱۲-درگذشتهٔ ۲۴ ژانویه ۱۹۸۴)شاعر و نمایش‌نامه‌نویس و عضو اتحادیهٔ نویسندگان تاجیکستان بود. وی دارای عنوان ارباب هنر تاجیکستان، و برندهٔ جایزهٔ رودکی تاجیکستان نیز بود.

## زندگی
عبدالله غنی در ۱۱ مارس ۱۹۱۲ میلادی در سمرقند متولد شد و در دانشکدهٔ ادبیات دانشگاه ازبکستان (در حال حاضر دانشگاه سمرقند) تحصیل کرد. وی در مؤسسهٔ علمی آموزش و پرورش کمیسیون تحقیقات (۱۹۳۲–۱۹۳۴) به‌عنوان پژوهشگر فعالیت کرد، و عضو نخستین کنگرهٔ نویسندگان شوروی (۱۹۳۴) بود. غنی دبیر گروه اتحادیهٔ نویسندگان (۱۹۳۵–۱۹۳۷)، مدیر ادبی تئاتر درام بود و در ۲۸ ژانویهٔ ۱۹۸۴ میلادی در شهر دوشنبه در تاجیکستان درگذشت.